# Володимиро-Либідська церква
Це́рква Святого Рівноапостольного князя Володимира (Володимиро-Либідська) — православний парафіяльний храм у Києві на Новій Забудові, збудований 1835 року та зруйнований у 1930-ті роки. Розташовувалася приблизно на місці касового залу Палацу «Україна».

## Історія церкви
У 1745 році військові Печерська звернулися до Києво-Печерської лаври з проханням дозволити збудувати для себе на форштадті (передмісті) Печерської фортеці дерев'яний храм на честь святого князя Володимира. Попри схвальне рішення Лаври, будівництво нової церкви не почалося, ймовірно, через брак коштів у майбутньої парафії. За десять років по тому, у 1755 році військовики Чернігівського піхотного полку, який квартирував на Печерську, знову ініціювали зведення церкви. Цього разу грошей було достатньо, тому невдовзі після отримання дозволу від Синоду почалося зведення невеликої дерев'яної хрестоподібної у плані церкви, яку освятили 23 вересня 1757 року. Ця церква простояла порівняно недовго: 5 березня 1766 року дерев'яна храмова будівля внаслідок пожежі вигоріла вщент.
Незабаром Лаврський духовний собор вирішив відновити згорілу церкву і 1773 року вже освятили нову будівлю Володимирської церкви. Вона розташовувалася на Московській вулиці (нині — вулиця Князів Острозьких), навпроти Введенського монастиря. Наприкінці XVIII століття виник задум перенести церкву до Маріїнського палацу, спорудивши великий мурований храм, але ці плани так і не були втілені в життя, хоча 1-ша поліцейська частина, яка займала цей район, встигла отримати нову назву Володимирська.
Станом на 1808 рік парафія церкви святого Володимира складалася з 512 чоловіків і 581 жінки, що проживали у 128 навколишніх садибах. Серед парафіян церкви у різні роки були військовий губернатор Василь Левашов, війт Георгій Рибальський, київські родини Катериничів, Ханенків, Бердяєвих та інші.
Однак у 1830 році офіційно затвердили план будівництва Нової Печерської фортеці, за яким через еспланадні обмеження планувалося знесення значної частини приватної забудови Печерська, а також церкви святого Володимира. Мешканців знесених будинків переселили у долину річки Либідь, де утворився житловий район під назвою «Нова Забудова». У липні 1833 році переселенці звернулися до міської влади з проханням збудувати церкву, влаштувати ринок із сінними та кінськими торгами, але отримали дозвіл лише перенести будівлю Володимирської церкви з Печерська на Нову Забудову. Переміщення церкви доручили міському архітектору Людвіку Станзані, який визначив вартість храму і планував упродовж 7 днів церковну будівлю розібрати та перенести на нове місце. Втім, за невідомих причин на Новій Забудові храм почав функціонувати лише 1835 року: за даними києвознавця Віталія Ковалинського у листопаді 1834 року у старій Володимирській церкві на Печерську генерал-губернатор Левашов хрестив у ній свого сина Володимира. Михайло Захарченко у своїй книзі «рос. дореф. Кіевъ теперь и прежде» (1888 рік) та Костянтин Широцький у путівнику містом 1917 року видання також називають датою остаточного перенесення храму з Печерська 1835 рік, а от Лаврентій Похилевич вказує, що церкву перенесли 1833 року.
На Новій Забудові церкву святого Володимира встановили на незабудованій ділянці (сучасний квартал між вулицями Німецькою, Передславинською та Євгена Коновальця). Освячення нової церкви відбулося 6 листопада 1834 року. Станом на початок 1860-х років у парафії проживали 2500 осіб православного віросповідання, 71 старообрядець, до 300 римо-католиків і лютеран, до 150 євреїв.
Довгий час біля церкви місцеві мешканці намагалися облаштувати ринок, для чого неодноразово подавали клопотання до міської влади, але щоразу наражалися на перепони, зокрема, створенню торговища на Новій Забудові заважали торговці Троїцького ринку, який існував на однойменній площі. Створення ринку погодили лише 1890 року і після облаштування базарної площі, яка отримала назву Новостроєнської або Володимирської, ринок біля Володимиро-Либідської церкви почав працювати на законних підставах (до цього часу тут існувала стихійна торгівля).
З часом, особливо після відкриття ринку, населення Нової Забудови почало досить швидко зростати, станом на 1891 рік парафія Володимиро-Либідської церкви налічувала 2277 чоловіків і 1666 жінок. Стара дерев'яна церква поступово ставала затісною, тому у громади неминуче з'явилася потреба у більшому, мурованому храмі. У 1904 році новообраний церковний староста, міщанин Олексій Самсонович Лоточников, який змінив на цій посаді гласного думи Сергія Васильовича Шатова, ініціював проєкт зведення нового храму. У травні 1907 року міська влада зрештою виділила ділянку під будівництво нової церкви поруч із старою, а 20 вересня 1909 року урочисто заклали наріжний камінь майбутнього храму. Автором проєкту став єпархіальний архітектор Євген Єрмаков. Нова церква мала бути цегляною, тому головою будівельного комітету парафіяни обрали Якова Бернера, київського купця і власника кількох цегелень. Будівництво йшло, як звичайно, за рахунок коштів парафіян, і хоча Бернер допомагав і цеглою, і грошима, будівельні роботи розтягнулися на значний термін. Значною мірою зведенню церкви завадила Перша світова війна, тому, попри значну пожертву на суму 12 тис. рублів від гласного міської думи Олексія Лоточникова, до 1917 року вдалося спорудити лише будівлю, без внутрішнього оздоблення.
Станом на 1917 рік парафіянами церкви було близько 3100 вірян, які мешкали у 535 навколишніх будинках, хоча офіційно до парафії входило 1425 будинків із 5700 мешканцями. 20 січня 1919 року у Володимиро-Либідській церкві вінчався художник Г. І. Нарбут.
У 1920-х роках комуністична влада дозволила церковній громаді, яка перейшла до лояльної більшовикам «обновленської» конфесії, власним коштом добудувати храм і проводити в ньому богослужіння. 1927 року добудовану церкву освятили як Преображенський собор, це був перший новий соборний храм, відкритий у Києві за радянської влади. Втім, вже в лютому 1932 року, незважаючи на протести і скарги вірян, собор закрили під приводом будівництва на його місці гаражів. Наступного, 1933-го року завдяки наполегливим скаргам церковної громади, ВУЦВК скасував ухвалу про закриття собору, але вже за рік, 1934-го року собор закрили остаточно. Деякий у колишньому храмі діяв склад «Заготзерна», а навесні 1936 року, коли у Києві почалася хвиля будівництва шкіл, трест шкільного будівництва почав розбирати церковну будівлю на цеглу; тоді ж, або навіть раніше, після відкриття Преображенського собору, розібрали і стару дерев'яну Володимиро-Либідську церкву. Залишки церкви остаточно розібрали навесні 1939 року.
Згадка про Володимиро-Либідську церкву лишилася в назвах Володимиро-Либідської вулиці та Володимирського ринку, який у 1965 році через будівництво Палацу «Україна» перемістили до сусіднього кварталу. За незалежної України виник проєкт відбудови Володимиро-Либідської церкви, але у 2001—2002 роках спорудили лише невелику каплицю Євфросинії Полоцької на території Володимирського ринку. Поруч із каплицею, у пристосованому приміщенні з 2005 року діє храм святого рівноапостольного князя Володимира, що є складовою частиною Свято-Володимирського духовно-просвітницького центру.

## Опис
Дерев'яна Володимиро-Либідська церква мала цегляний фундамент і приземкувату грушоподібну баню на восьмигранному барабані, у плані була хрестоподібною, із видовженою західною частиною, до якої у 1856 році прибудували дерев'яну шатрову триярусну дзвіницю. Основний престол церкви був освячений в ім'я святого князя Володимира, у 1837 році у церкві влаштували бічний вівтар на честь святого Митрофана Воронезького, а 1896 року, після ремонту будівлі, додали ще бічний вівтар в ім'я Богоматері. Святинею церкви була старовинна ікона Богоматері.
Нова церква за проєктом Євгена Єрмакова була цегляною, оздобленою у типовому для тих часів російсько-візантійському стилі, із трьома навами та п'ятьма шоломоподібними банями. Храм, розрахований на 2000 вірян, мав постати перед старою церквою, за 23 м від Великої Васильківської вулиці. Проєктна ширина будівлі становила 28 м, довжина — 38 м, а висота до хреста головної бані — 48 м. Стіни були цегляні, бані, арки, склепіння та колони — із залізобетону.

## Настоятелі церкви
- 1888 — грудень 1914 — Василь Гошковський[36]
- 1914 — ? — Григорій Богословський[36]